# Калиновка (Любинский район)
Калиновка — деревня в Любинском районе Омской области, в составе Увало-Ядринского сельского поселения .

## География
Расположено в 9 км к западу от села Увало-Ядрино.

## История
Образовано в 1924 г. Колхоз «Ленинталь». В 1928 г. посёлок Калиновка состоял из 39 хозяйств, основное население — немцы. В составе Замираловского сельсовета Любинского района Омского округа Сибирского края.

## Население
| год     | 1926 | 1970 | 1979 | 1989 | 2010 |
| ------- | ---- | ---- | ---- | ---- | ---- |
| человек | 155  | 362  | 335  | 294  | 223  |